# UEFA Champions League 1992/93

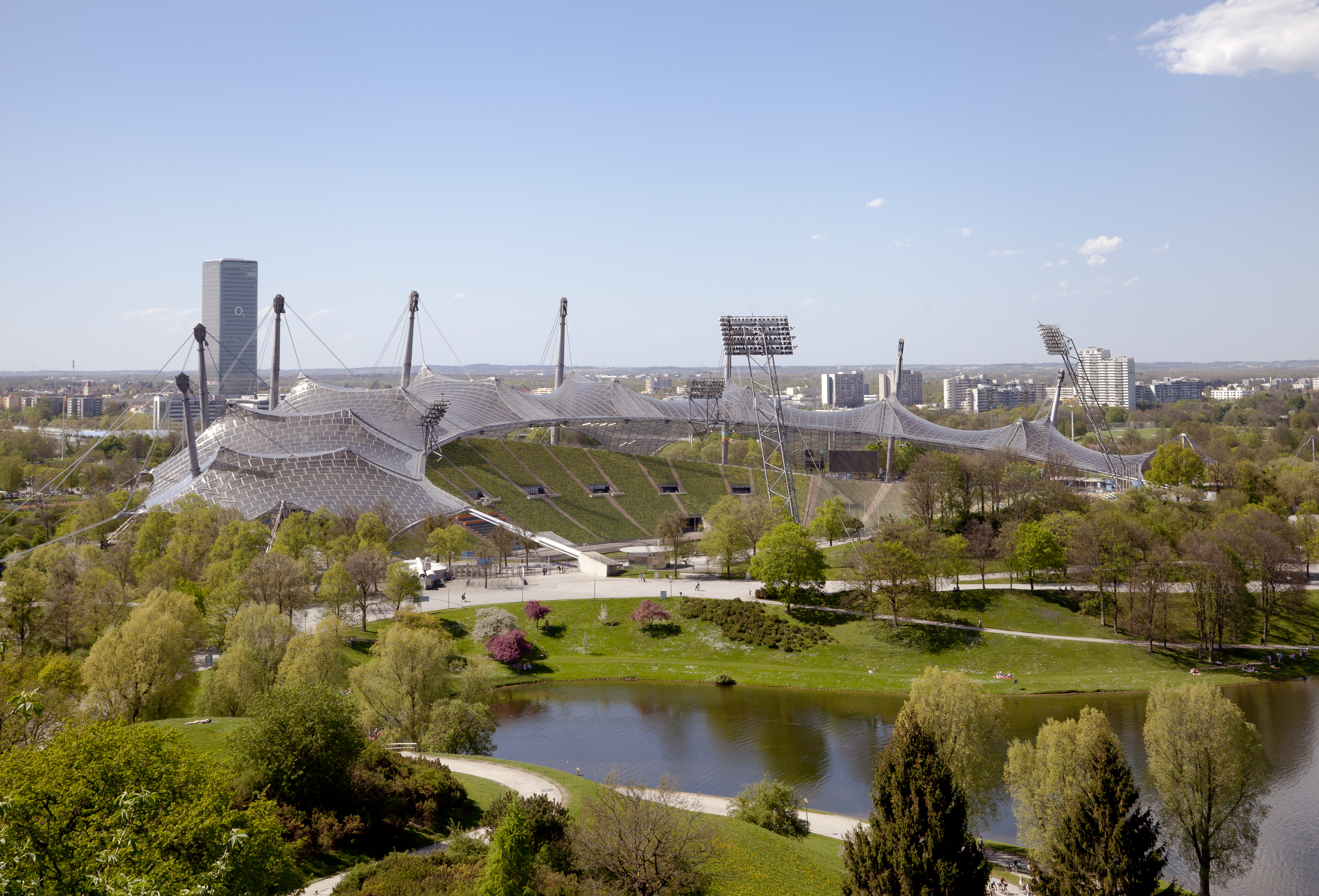
Das Olympiastadion München

Die UEFA Champions League 1992/93 war die erste Spielzeit des wichtigsten europäischen Wettbewerbs für Vereinsmannschaften im Fußball unter dieser Bezeichnung und die 38. insgesamt. Zuvor hieß der Wettbewerb Europapokal der Landesmeister. Das Finale wurde am 26. Mai 1993 im Olympiastadion München ausgetragen.

## Teilnehmer
Es nahm erstmals die Rekordzahl von 36 Klubmannschaften teil, da sich nach dem Zerfall der Sowjetunion und Jugoslawiens die Anzahl der teilnehmenden Nationen, die ihre jeweiligen Meister in den Wettbewerb entsenden durften, erhöht hatte. So waren die Meister aus den drei baltischen Staaten Estland, Lettland und Litauen, aus Slowenien und der Ukraine erstmals am Start. Mit Maccabi Tel Aviv nahm in dieser Saison auch erstmals eine Mannschaft aus Israel an einem europäischen Wettbewerb teil, nachdem das Land 1991, zunächst als assoziiertes Mitglied, von der UEFA aufgenommen worden war. Auch der Meister von den Färöer-Inseln gab sein Europapokal-Debüt. Daher war im Gegensatz zum Vorjahr eine Qualifikationsrunde notwendig geworden. Nach den K.-o.-Runden wurde wie in der Vorsaison zum zweiten Mal eine Gruppenphase mit zwei Gruppen zu je vier Mannschaften gespielt, deren Sieger sich wiederum für das Finale qualifizierten.

## Kontroverse
Kurz nach dem Gewinn des Champions-League-Titels wurde Olympique Marseille – allen voran der damalige Präsident Bernard Tapie – der Beeinflussung von Spielergebnissen beschuldigt. Davon war vor allem ein französisches Meisterschaftsspiel gegen den US Valenciennes betroffen – das „OM“ schließlich mit 1:0 gewinnen konnte. Vor dem Spiel hatte Tapie Bestechungsgeld gezahlt. Dabei wurde vermutet, dass Tapie dadurch den vorzeitigen Meisterschaftsgewinn forcieren wollte, um so der Mannschaft eine längere Vorbereitungszeit für das Champions-League-Endspiel zu ermöglichen. Die Affäre führte schließlich zur Aberkennung des französischen Meistertitels durch den französischen Fußballverband (FFF), aber nicht zur Annullierung der Ergebnisse in der Champions League, da das betreffende Spiel diesem Wettbewerb nicht zugeordnet wurde – wenngleich sich auch dort der französische Vertreter besonders den 6:0-Sieg gegen ZSKA Moskau „erkauft“ hatte. Außerdem wurde Olympique Marseille in die zweite Liga versetzt und für die Teilnahme an europäischen Vereinswettbewerben in der Saison 1993/94 gesperrt.

## Vorrunde
Die Hinspiele fanden am 19. August und die Rückspiele am 2. September 1992 statt.
|                       | Gesamt |                    | Hinspiel | Rückspiel |
| --------------------- | ------ | ------------------ | -------- | --------- |
| Shelbourne FC         | 1:2    | Tawrija Simferopol | 0:0      | 1:2       |
| FC Valletta           | 1:3    | Maccabi Tel Aviv   | 1:2      | 0:1       |
| KÍ Klaksvík           | 1:6    | Skonto Riga        | 1:3      | 0:3       |
| NK Olimpija Ljubljana | 5:0    | FC Norma Tallinn   | 3:0      | 2:0       |

## 1. Runde
Die Hinspiele fanden am 16. September und die Rückspiele am 30. September 1992 statt.
|                      | Gesamt    |                       | Hinspiel | Rückspiel |
| -------------------- | --------- | --------------------- | -------- | --------- |
| PSV Eindhoven        | 8:0       | FK Žalgiris Vilnius   | 6:0      | 2:0       |
| FC Barcelona         | 1:0       | Viking Stavanger      | 1:0      | 0:0       |
| Kuusysi Lahti        | 1:2       | Dinamo Bukarest       | 1:0      | 0:2 n. V. |
| Glasgow Rangers      | 3:0       | Lyngby BK             | 2:0      | 1:0       |
| ŠK Slovan Bratislava | 4:1       | Ferencváros Budapest  | 4:1      | 0:0       |
| FK Austria Wien      | 5:4       | ZSKA Sofia            | 3:1      | 2:3       |
| US Luxemburg         | 1:9       | FC Porto              | 1:4      | 0:5       |
| Víkingur Reykjavík   | 2:5       | ZSKA Moskau           | 0:1      | 2:4       |
| AEK Athen            | (a)3:3(a) | APOEL Nikosia         | 1:1      | 2:2       |
| IFK Göteborg         | 3:2       | Beşiktaş Istanbul     | 2:0      | 1:2       |
| Glentoran FC         | 0:8       | Olympique Marseille   | 0:5      | 0:3       |
| AC Mailand           | 7:0       | NK Olimpija Ljubljana | 4:0      | 3:0       |
| Lech Posen           | 2:0       | Skonto Riga           | 2:0      | 0:0       |
| FC Sion              | 7:2       | Tawrija Simferopol    | 4:1      | 3:1       |
| Maccabi Tel Aviv     | 0:4       | FC Brügge             | 0:1      | 0:3       |
| VfB Stuttgart        | 3:3       | Leeds United          | 3:0      | (1)0:3(1) |

Entscheidungsspiel
|               | Ergebnis |              |
| ------------- | -------- | ------------ |
| VfB Stuttgart | 1:2      | Leeds United |

## 2. Runde
Die Hinspiele fanden am 21. Oktober und die Rückspiele am 4. November 1992 statt.
|                      | Gesamt    |                     | Hinspiel | Rückspiel |
| -------------------- | --------- | ------------------- | -------- | --------- |
| IFK Göteborg         | 4:0       | Lech Posen          | 1:0      | 3:0       |
| ŠK Slovan Bratislava | 0:5       | AC Mailand          | 0:1      | 0:4       |
| Dinamo Bukarest      | 0:2       | Olympique Marseille | 0:0      | 0:2       |
| FC Brügge            | (a)3:3(a) | FK Austria Wien     | 2:0      | 1:3       |
| FC Sion              | 2:6       | FC Porto            | 2:2      | 0:4       |
| AEK Athen            | 1:3       | PSV Eindhoven       | 1:0      | 0:3       |
| ZSKA Moskau          | 4:3       | FC Barcelona        | 1:1      | 3:2       |
| Glasgow Rangers      | 4:2       | Leeds United        | 2:1      | 2:1       |

## Gruppenphase

### Gruppe A
| Pl. | Verein              | Sp. | S | U | N | Tore    | Diff. | Punkte |
| --- | ------------------- | --- | - | - | - | ------- | ----- | ------ |
| 1.  | Olympique Marseille | 6   | 3 | 3 | 0 | 014:400 | +10   | 09:30  |
| 2.  | Glasgow Rangers     | 6   | 2 | 4 | 0 | 007:500 | +2    | 08:40  |
| 3.  | FC Brügge           | 6   | 2 | 1 | 3 | 005:800 | −3    | 05:70  |
| 4.  | ZSKA Moskau         | 6   | 0 | 2 | 4 | 002:110 | −9    | 02:10  |

| 25. November 1992   |     |                     |
| FC Brügge           | 1:0 | ZSKA Moskau         |
| Glasgow Rangers     | 2:2 | Olympique Marseille |
| 9. Dezember 1992    |     |                     |
| Olympique Marseille | 3:0 | FC Brügge           |
| ZSKA Moskau         | 0:1 | Glasgow Rangers     |
| 3. März 1993        |     |                     |
| FC Brügge           | 1:1 | Glasgow Rangers     |
| ZSKA Moskau         | 1:1 | Olympique Marseille |
| 17. März 1993       |     |                     |
| Olympique Marseille | 6:0 | ZSKA Moskau         |
| Glasgow Rangers     | 2:1 | FC Brügge           |
| 7. April 1993       |     |                     |
| Olympique Marseille | 1:1 | Glasgow Rangers     |
| ZSKA Moskau         | 1:2 | FC Brügge           |
| 21. April 1993      |     |                     |
| FC Brügge           | 0:1 | Olympique Marseille |
| Glasgow Rangers     | 0:0 | ZSKA Moskau         |

### Gruppe B
| Pl. | Verein        | Sp. | S | U | N | Tore    | Diff. | Punkte |
| --- | ------------- | --- | - | - | - | ------- | ----- | ------ |
| 1.  | AC Mailand    | 6   | 6 | 0 | 0 | 011:100 | +10   | 12:0   |
| 2.  | IFK Göteborg  | 6   | 3 | 0 | 3 | 007:800 | −1    | 06:60  |
| 3.  | FC Porto      | 6   | 2 | 1 | 3 | 005:500 | ±0    | 05:70  |
| 4.  | PSV Eindhoven | 6   | 0 | 1 | 5 | 004:130 | −9    | 01:11  |

| 25. November 1992 |     |               |
| AC Mailand        | 4:0 | IFK Göteborg  |
| FC Porto          | 2:2 | PSV Eindhoven |
| 9. Dezember 1992  |     |               |
| PSV Eindhoven     | 1:2 | AC Mailand    |
| IFK Göteborg      | 1:0 | FC Porto      |
| 3. März 1993      |     |               |
| FC Porto          | 0:1 | AC Mailand    |
| PSV Eindhoven     | 1:3 | IFK Göteborg  |
| 17. März 1993     |     |               |
| AC Mailand        | 1:0 | FC Porto      |
| IFK Göteborg      | 3:0 | PSV Eindhoven |
| 7. April 1993     |     |               |
| IFK Göteborg      | 0:1 | AC Mailand    |
| PSV Eindhoven     | 0:1 | FC Porto      |
| 21. April 1993    |     |               |
| AC Mailand        | 2:0 | PSV Eindhoven |
| FC Porto          | 2:0 | IFK Göteborg  |

## Finale
| Olympique Marseille                           | Olympique Marseille | AC Mailand | AC Mailand |
| --------------------------------------------- | --- | --- | ---------- |
| Olympique Marseille                           | \| 26. Mai 1993 in München (Olympiastadion) \| \| Ergebnis: 1:0 (1:0) \| \| Zuschauer: 64.400 \| \| Schiedsrichter: Kurt Röthlisberger ( Schweiz) \| | \| 26. Mai 1993 in München (Olympiastadion) \| \| Ergebnis: 1:0 (1:0) \| \| Zuschauer: 64.400 \| \| Schiedsrichter: Kurt Röthlisberger ( Schweiz) \| | AC Mailand |
| Olympique Marseille                           | Fabien Barthez – Jocelyn Angloma (61. Jean-Philippe Durand), Basile Boli, Marcel Desailly, Éric Di Meco – Didier Deschamps – Franck Sauzée, Abédi Pelé, Jean-Jacques Eydelie – Alen Bokšić, Rudi Völler (78. Jean-Christophe Thomas) Cheftrainer: Raymond Goethals ( Belgien) | Sebastiano Rossi – Mauro Tassotti, Alessandro Costacurta, Franco Baresi , Paolo Maldini – Gianluigi Lentini, Demetrio Albertini, Frank Rijkaard, Roberto Donadoni (54. Jean-Pierre Papin) – Marco van Basten (85. Stefano Eranio), Daniele Massaro Cheftrainer: Fabio Capello | AC Mailand |
| Olympique Marseille                           | 1:0 Basile Boli (44.) | | AC Mailand |
| Olympique Marseille                           | Di Meco (31.), Boli (56.), Barthez (70.) | Lentini (39.) | AC Mailand |
| 26. Mai 1993 in München (Olympiastadion)      | | |            |
| Ergebnis: 1:0 (1:0)                           | | |            |
| Zuschauer: 64.400                             | | |            |
| Schiedsrichter: Kurt Röthlisberger ( Schweiz) | | |            |

## Beste Torschützen
| Rang | Spieler          | Klub                | Tore |
| ---- | ---------------- | ------------------- | ---- |
| 1    | Romário          | PSV Eindhoven       | 7    |
| 2    | Alen Bokšić      | Olympique Marseille | 6    |
|      | Franck Sauzée    | Olympique Marseille | 6    |
|      | Marco van Basten | AC Mailand          | 6    |
| 5    | Johnny Ekström   | IFK Göteborg        | 5    |
| 6    | José Carlos      | FC Porto            | 4    |
|      | Túlio            | FC Sion             | 4    |
|      | Marco Simone     | AC Mailand          | 4    |
|      | Gert Verheyen    | FC Brügge           | 4    |

## Eingesetzte Spieler Olympique Marseille
| 1.                  | Olympique Marseille |
| Olympique Marseille | - Tor: Fabien Barthez (10/-); Pascal Olmeta (1/-) - Abwehr: Marcel Desailly (10/1); Basile Boli (9/2); Jocelyn Angloma (9/-); Éric Di Meco (9/-); Bernard Casoni (6/-); Manuel Amoros (3/-) - Mittelfeld: Abédi Pelé (11/3); Didier Deschamps (11/-); Jean-Jacques Eyedelie (11/-); Franck Sauzée (10/6); Jean-Philippe Durand (9/-); Jean-Christophe Thomas (5/-); Jean-Marc Ferreri (4/2); Igor Dobrowolski (1/-); Jean-Christophe Marquet (1/-) - Sturm: Alen Bokšić (8/6); Rudi Völler (8/2) - Trainer: Raymond Goethals |

* Rafael Martín Vázquez (2/2) und François Omam-Biyik (1/-) haben den Verein während der Saison verlassen.

## Schiedsrichter
Die 74 Partien wurden von 55 Referees aus 30 UEFA-Mitgliedsverbänden geleitet. Das Finale pfiff der schweizerische Schiedsrichter Kurt Röthlisberger.
| Name                     | Geboren       | Land         | Spiele |     |   |   | Anmerkung              |
| ------------------------ | ------------- | ------------ | ------ | --- | - | - | ---------------------- |
| Charles Agius            | 2. Dez. 1955  | Malta        | 1      | 4   | 0 | 0 |                        |
| Angelo Amendolia         | 26. Sep. 1951 | Italien      | 2      | 0   | 0 | 0 |                        |
| Gerald Ashby             | 6. Nov. 1949  | England      | 1      | 0   | 0 | 0 |                        |
| Karl-Josef Assenmacher   | 30. Mai 1947  | Deutschland  | 2      | 1   | 0 | 0 |                        |
| Fortunato Azevedo        | 29. Juli 1949 | Portugal     | 1      | 0   | 0 | 0 |                        |
| Fabio Baldas             | 19. März 1949 | Italien      | 3      | 10  | 0 | 0 |                        |
| John Blankenstein        | 12. Feb. 1949 | Niederlande  | 1      | 0   | 0 | 0 |                        |
| Keith Burge              | 10. Aug. 1950 | Wales        | 1      | 0   | 0 | 0 |                        |
| Alphonse Constantin      | 17. Mai 1949  | Belgien      | 1      | 0   | 0 | 0 |                        |
| Ion Crăciunescu          | 27. Aug. 1950 | Rumänien     | 3      | 5   | 0 | 0 |                        |
| Philip Don               | 10. März 1952 | England      | 1      | 6   | 0 | 0 |                        |
| David Elleray            | 3. Sep. 1954  | England      | 2      | 4   | 0 | 0 |                        |
| Mario van der Ende       | 28. März 1956 | Niederlande  | 1      | 5   | 0 | 0 |                        |
| Christer Fällström       | 31. Aug. 1952 | Schweden     | 1      | 0   | 0 | 0 |                        |
| Hubert Forstinger        | 2. Sep. 1946  | Österreich   | 1      | 7   | 0 | 0 |                        |
| Arie Frost               | 11. Mai 1948  | Israel       | 1      | 5   | 0 | 0 |                        |
| Rémi Harrel              | 3. Sep. 1954  | Frankreich   | 1      | 0   | 0 | 0 |                        |
| Lajos Hartmann           | 11. Okt. 1947 | Ungarn       | 1      | 0   | 0 | 0 |                        |
| Bernd Heynemann          | 22. Jan. 1954 | Deutschland  | 1      | 1   | 0 | 0 |                        |
| Brian Hill               | 29. Apr. 1947 | England      | 1      | 0   | 0 | 0 |                        |
| Leslie Irvine            | 23. Juni 1958 | Nordirland   | 1      | 0   | 0 | 0 |                        |
| Patrick Kelly            |               | Irland       | 2      | 0   | 0 | 0 |                        |
| Bo Karlsson              | 12. Okt. 1949 | Schweden     | 1      | 1   | 0 | 0 |                        |
| Sergei Chussainow        | 18. Juli 1954 | Russland     | 1      | 0   | 0 | 0 |                        |
| Rune Larsson             | 25. Juni 1952 | Schweden     | 1      | 2   | 0 | 0 |                        |
| Jozef Marko              | 19. Mai 1946  | Slowakei     | 1      | 1   | 0 | 0 |                        |
| Antonio Martin Navarrete | 15. März 1949 | Spanien      | 3      | 7   | 0 | 1 |                        |
| Jim McCluskey            | 1. Nov. 1950  | Schottland   | 1      | 0   | 0 | 0 |                        |
| Frederich McKnight       | 24. Okt. 1945 | Nordirland   | 1      | 0   | 0 | 0 |                        |
| Markus Merk              | 15. März 1962 | Deutschland  | 1      | 0   | 0 | 0 |                        |
| Peter Mikkelsen          | 1. Mai 1960   | Dänemark     | 2      | 6   | 0 | 0 |                        |
| Mitko Mitrew             | 20. Apr. 1952 | Bulgarien    | 1      | 0   | 0 | 0 |                        |
| Leslie Mottram           | 5. März 1951  | Schottland   | 1      | 3   | 0 | 0 |                        |
| Serge Muhmenthaler       | 20. Mai 1953  | Schweiz      | 3      | 0   | 0 | 1 |                        |
| Kim Milton Nielsen       | 3. Aug. 1960  | Dänemark     | 3      | 4   | 0 | 1 |                        |
| Vasilis Nikakis          | 28. Sep. 1953 | Griechenland | 1      | 0   | 0 | 0 |                        |
| Eyjölfur Ólafsson        | 27. Juni 1953 | Island       | 1      | 0   | 0 | 0 |                        |
| Arcangelo Pezzella       | 23. Aug. 1948 | Italien      | 1      | 4   | 0 | 0 |                        |
| Roger Philippi           | 12. Sep. 1952 | Luxemburg    | 1      | 0   | 0 | 0 |                        |
| Sándor Puhl              | 14. Juli 1955 | Ungarn       | 2      | 3   | 0 | 0 |                        |
| Hans Reygwart            | 19. Aug. 1949 | Niederlande  | 1      | 0   | 0 | 0 |                        |
| Kurt Röthlisberger       | 21. Mai 1951  | Schweiz      | 2      | 7   | 0 | 0 | Leiter des Finalspiels |
| Simo Ruokonen            | 8. Aug. 1948  | Finnland     | 1      | 0   | 0 | 0 |                        |
| Léon Schelings           | 3. Okt. 1950  | Belgien      | 1      | 0   | 0 | 1 |                        |
| Aron Schmidhuber         | 28. Feb. 1947 | Deutschland  | 2      | 4   | 0 | 0 |                        |
| Alexei Spirin            | 4. Jan. 1952  | Russland     | 2      | 3   | 0 | 0 |                        |
| Roman Steindl            | 7. Dez. 1948  | Österreich   | 1      | 0   | 0 | 0 |                        |
| Erman Toroglu            | 24. Nov. 1948 | Türkei       | 1      | 0   | 0 | 0 |                        |
| Jaap Uilenberg           | 5. Juni 1950  | Niederlande  | 1      | 0   | 0 | 0 |                        |
| Jiří Ulrich              | 16. Juli 1952 | Tschechien   | 1      | 0   | 0 | 0 |                        |
| László Vágner            | 24. Dez. 1955 | Ungarn       | 1      | 0   | 0 | 0 |                        |
| Frans Van Den Wijngaert  | 19. Okt. 1950 | Belgien      | 1      | 0   | 0 | 0 |                        |
| Wilfred Wallace          |               | Irland       | 1      | 0   | 0 | 0 |                        |
| Ryszard Wójcik           | 6. Juni 1956  | Polen        | 1      | 2   | 0 | 1 |                        |
| Stavros Zakestidis       | 20. Nov. 1949 | Griechenland | 1      | 0   | 0 | 0 |                        |
| Gesamt:                  | Gesamt:       | Gesamt:      | 740    | 950 | 0 | 5 |                        |
| Stand: nach Saisonende   |               |              |        |     |   |   |                        |